# Карл Йоахім Фрідріх
Карл Йоахім Фрідріх (5 червня 1901, Лейпциг — 19 вересня 1984, Лексінгтон, Массачусетс) — німецько-американський політолог-теоретик, впливовий фахівець з питань політичного права та конституціоналізму; один з засновників теорії тоталітаризму.

## Біографія
Народився в сім'ї Таємного державного радника та головного військового лікаря, професора хірургії Пауля Леопольда Фрідріха. Мати — дочка колишнього президента імперського Верховного суду Карла фон Бюлова. Карл Фрідріх вивчав спочатку медицину, а потім національну економію в Марбурзькому, а потім в Гейдельберзькому університетах.
В 1925 р. захистив докторську дисертацію у Альфреда Вебера (брата Макса Вебера). Потім працював асистентом економічного семінару у професорів Едгара Саліна та Альфреда Вебера в новозаснованому Інституті соціальних і політичних наук при Гайдельберзькому університеті. В тому ж році в рамках програми обміну Німецької служби академічних обмінів (DAAD) поїхав до США. З 1926 року доцент, а з 1931 професор Гарвардського університету, експерт з німецького конституційного права.
В 1938 році прийняв американське громадянство. Під час Другої світової війни очолив Школу по підготовці цивільних державних службовців при Гарвардському університеті, співпрацював з державною антинацистською контрпропагандою. Після війни разом з Талкоттом Парсонзом очолив Школу Закордонної Адміністрації. Фрідріх працював політичним радником в справах повоєнної окупованої Німеччини, брав участь в Московській конференції міністрів закордонних справ (1947), брав участь у розробці Плана Маршалла (1956), був персональним радником генерала Лусіуса Клея, керівника американської окупаційної адміністрації в Німеччині. Крім того він взяв участь у розробці нової Конституції Німеччини. Роками пізніше він був радником політичних комісій і комітетів по розробці начерку майбутньої Європейської Конституції для запланованого «Європейського політичного співтовариства».
В 1950 Карл Фрідріх одержав посаду гостевого професора, а з 1956 працював вже повним професором політології Гейдельберзького університету.

## Вплив і значення
Карл Фрідріх зробив в США блискучу кар'єру політолога, спробувавши пов'язати ставлення американців до системи цінностей суспільства США з традиціями європейської філософії; вплинув на ціле покоління американських вчених, багато з яких потім працювали урядовими радниками.

## Членство в наукових організаціях
- Президент Американської асоціації політичних наук (1962)
- Президент Міжнародної асоціації політичних наук (1970—1973)

## Праці (вибірково)
- Constitutional Government and Politics: Nature and Development. — New York/London, 1937// Конституційний уряд та управління.
- Military Government. (1950)// Військова адміністрація.
- Totalitäre Diktatur. (1957)
- Карл Фрідріх (в співавт. зі З. Бжезинським). Totalitarian Dictatorships and Autocracy. // Тоталітарна диктатура і автократія. (1956)
- Тоталітарна диктатура (1957)